# Lindgomyces rotundatus
Lindgomyces rotundatus är en svampart som beskrevs av K. Hirayama & Kaz. Tanaka 2010. Lindgomyces rotundatus ingår i släktet Lindgomyces och familjen Lindgomycetaceae.   Inga underarter finns listade i Catalogue of Life.